# De Driesprong (Westland)

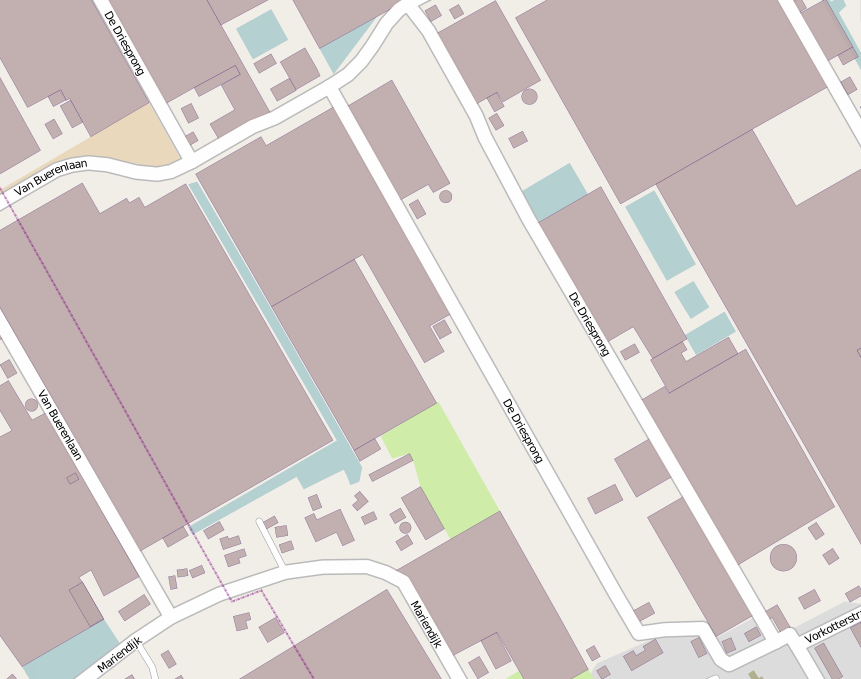
Plattegrond van deze plaats

De Driesprong is een buurtschap in de gemeente Westland, in de Nederlandse provincie Zuid-Holland. Het ligt ten westen van Kwintsheul op de weg naar Mariëndijk.
Steden en dorpen: 's-Gravenzande · Ter Heijde · Honselersdijk · Kwintsheul · De Lier · Maasdijk · Monster · Naaldwijk · Poeldijk · Wateringen

Buurtschappen: Baakwoning · Blaker · Burgersdijk · De Driesprong · Heenweg · Mariëndijk· Nieuwe Tuinen · Oostbuurt · Rolpaal · Westerlee

Zuid-Holland: Steden en dorpen      Nederland: Provincies · Gemeenten